# بخش مارسی (شهرستان ویاندوت، اوهایو)
بخش مارسی (به انگلیسی: Marseilles Township) یک منطقهٔ مسکونی در ایالات متحده آمریکا است که در شهرستان وایندات، اوهایو واقع شده‌است.
 بخش مارسی ۶۲٫۵ کیلومتر مربع مساحت و ۴۸۰ نفر جمعیت دارد و ۲۶۶ متر بالاتر از سطح دریا واقع شده‌است.